# زاوية جروان
زاوية جروان إحدى قرى مركز الباجور التابع لمحافظة المنوفية في جمهورية مصر العربية.

## التاريخ
ذكرها علي مبارك في كتابه الخطط التوفيقية، حيث ذكر أنها من قرى مديرية المنوفية بقسم سبك، وأن بها جامع مقام لشيخ يعرف بأبي الحسن.

## السكان
بلغ عدد سكان زاوية جروان 6,520 نسمة، حسب الإحصاء الرسمي لعام 2006.